# Resolutie 1355 Veiligheidsraad Verenigde Naties
Resolutie 1355 van de Veiligheidsraad van de Verenigde Naties werd unaniem door de
VN-Veiligheidsraad aangenomen op 15 juni 2001.

## Achtergrond
In 1994 braken in de Democratische Republiek Congo etnische onlusten uit die onder meer
werden veroorzaakt door de vluchtelingenstroom uit de buurlanden Rwanda en Burundi.
In 1997 beëindigden rebellen de lange dictatuur van Mobutu en werd
Kabila de nieuwe president.
In 1998 escaleerde de burgeroorlog toen andere rebellen Kabila probeerden te verjagen. Zij zagen zich
gesteund door Rwanda en Oeganda.
Toen hij in 2001 omkwam bij een mislukte staatsgreep werd hij opgevolgd door zijn zoon.
Onder buitenlandse druk werd afgesproken verkiezingen te houden die plaatsvonden in 2006 en gewonnen
werden door Kabila.
Intussen zijn nog steeds rebellen actief in het oosten van Congo en blijft de situatie er gespannen.

## Inhoud

### Waarnemingen
Men was nog steeds bezorgd om de humanitaire gevolgen van het conflict in de Democratische Republiek Congo
en alle schendingen van de mensenrechten tegen de bevolking. Ook de inzet van kindsoldaten
stemde tot ongerustheid.

### Handelingen

#### A
De Veiligheidsraad was tevreden dat het staakt-het-vuren werd gerespecteerd. Ze eiste wel dat het
Congolees Bevrijdingsfront zijn troepen zoals was overeengekomen terugtrok en dat Oeganda, Rwanda en
andere buitenlandse troepen uit Congo werden teruggetrokken. Van de Congolese Vereniging voor Democratie
werd geëist dat ze Kisangani demilitariseerde. Alle partijen moesten de demilitarisatie van die stad ook
respecteren.
Verder werden invallen van gewapende groepen in Rwanda en Burundi veroordeeld. De vrede in Congo mocht
niet ten koste gaan van de vrede in Burundi. Nog werden de moordpartijen in Congo, de aanvallen op
hulpverleners en het gebruik van kindsoldaten veroordeeld. Het was van belang dat ook de illegale ontginning
van Congo's natuurlijke rijkdommen werd gestopt.

#### B
Het mandaat van de MONUC-vredesmissie werd verlengd tot 15 juni 2002.
De secretaris-generaal werd gevraagd te bekijken hoe die missie
kon toezien op de uitvoering van de terugtrekkingsplannen van de partijen. Ook werd hem gevraagd het civiele
component van de MONUC uit te breiden.
Ook moest onder meer een VN-radiostation worden opgericht om het vredesproces en de rol van de MONUC te
promoten. Ten slotte werden de partijen opgeroepen voluit mee te werken met de missie en de veiligheid van het
VN-personeel te verzekeren.

## Verwante resoluties
- Resolutie 1332 Veiligheidsraad Verenigde Naties (2000)
- Resolutie 1341 Veiligheidsraad Verenigde Naties
- Resolutie 1376 Veiligheidsraad Verenigde Naties
- Resolutie 1399 Veiligheidsraad Verenigde Naties (2002)

Lijst ·  1335 ·  1336 ·  1337 ·  1338 ·  1339 ·  1340 ·  1341 ·  1342 ·  1343 ·  1344 ·  1345 ·  1346 ·  1347 ·  1348 ·  1349 ·  1350 ·  1351 ·  1352 ·  1353 ·  1354 ·  1355 ·  1356 ·  1357 ·  1358 ·  1359 ·  1360 ·  1361 ·  1362 ·  1363 ·  1364 ·  1365 ·  1366 ·  1367 ·  1368 ·  1369 ·  1370 ·  1371 ·  1372 ·  1373 ·  1374 ·  1375 ·  1376 ·  1377 ·  1378 ·  1379 ·  1380 ·  1381 ·  1382 ·  1383 ·  1384 ·  1385 ·  1386